# King Animal
King Animal ist das sechste und letzte  Studioalbum der Grunge-Band Soundgarden. Es wurde im November 2012 bei Seven Four Entertainment/Republic Records veröffentlicht. Es ist das erste reguläre Studioalbum der Band seit Down on the Upside 1996.

## Entstehung und Stil
2010 vereinigten sich Soundgarden wieder und veröffentlichten zunächst die Kompilation Telephantasm und das Live-Album Live on I-5. King Animal ist ihr erstes Studioalbum nach der Reunion. Es wurde, wie ihr letzter Output Down on the Upside, von Adam Kasper produziert und in der Zeit von Februar 2011 bis August 2012 in der letzten Besetzung der Band aufgenommen.

## Rezeption
Der Musikexpress schrieb: „Soundgarden klingen mit ihrem vertrauten, vom Heavy Metal beeinflussten Alternative-Rock, als wären sie nie weg gewesen und manchmal sogar so, als hätten sie noch große Ziele.“ Die Seite vergab 3,5 von 5 Sternen.
Laut Josef Gasteiger vom Internetmagazin Laut.de "verwaltet das Quartett seine Trademarks ohne Zurückhaltung als eine Band, die sich ihrer Vergangenheit bewusst ist, sich davon aber nicht niederdrücken lässt." Er betonte vor allem, King Animal sei "eine Platte, die mit jedem Anhören wächst. [...] Nach ein paar Durchläufen fügen sich die ausufernden Arrangements zusammen, die Melodiebögen gehen im Ohr auf und man fragt sich, warum zum Teufel man diesen coolen Basslauf oder jene Bridge erst beim fünften Mal zum ersten Mal bemerkt hat." Für das Album vergab er 4 von 5 möglichen Punkten.
Für Zeit Online stellte Jan Freitag fest, dass King Animal "zum Ende etwas abbauen [mag], als hätten sich die Endvierziger ein wenig quälen müssen, um volle Albumstärke zu erreichen." Jedoch unterstrich er, dass "es wohl selten zuvor eine Wiedervereinigung gab, die nach ewig zurückliegenden Erfolgen mit 21 Millionen Tonträgern so wenig nach Geldnot und Entzugserscheinung klang" und bescheinigte, das Album klinge "erfrischend nach einem Neuanfang ohne Selbstkorrekturen, ohne Modernisierungsdruck und falsche Profilneurosen."
Auch die Sendung Kulturzeit auf 3sat begrüßte die Rückkehr der Grunge-Veteranen, wenngleich nicht unkritisch: "Leider ist die aktuelle Single "Been Away For Too Long" musikalisch und textlich reichlich banal geraten. Aber auf dem Album "King Animal" finden sich durchaus ein paar Riffs, die an das Niveau alter Songs anknüpfen."

## Titelliste
| 1. Been Away Too Long                          | - 3:36 - | (Musik: Cornell/Shepherd, Lyrics: Cornell)        |
| 2. Non-State Actor                             | - 3:57 - | (Musik: Shepherd, Lyrics: Thayil/Cornell)         |
| 3. By Crooked Steps                            | - 4:00 - | (Musik: Cameron/Thayil/Shepherd, Lyrics: Cornell) |
| 4. A Thousand Days Before                      | - 4:23 - | (Musik: Thayil, Lyrics: Cornell)                  |
| 5. Blood on the Valley Floor                   | - 3:48 - | (Musik: Thayil, Lyrics: Cornell)                  |
| 6. Bones of Birds                              | - 4:22 - | (Musik/Lyrics: Cornell)                           |
| 7. Taree                                       | - 3:38 - | (Musik: Shepherd, Lyrics: Cornell)                |
| 8. Attrition                                   | - 2:52 - | (Musik/Lyrics: Shepherd)                          |
| 9. Black Saturday                              | - 3:29 - | (Musik/Lyrics: Cornell)                           |
| 10. Halfway There                              | - 3:16 - | (Musik/Lyrics: Cornell)                           |
| 11. Worse Dreams                               | - 4:53 - | (Musik/Lyrics: Cornell)                           |
| 12. Eyelid's Mouth                             | - 4:39 - | (Musik: Cameron, Lyrics: Cornell)                 |
| 13. Rowing                                     | - 5:06 - | (Musik: Shepherd/Cornell, Lyrics: Cornell)        |
| Bonustitel der Deluxe Edition (Demo-Aufnahmen) |          |                                                   |
| 14. Worse Dreams                               | - 3:20 - |                                                   |
| 15. Black Saturday                             | - 3:16 - |                                                   |
| 16. By Crooked Steps                           | - 4:23 - |                                                   |
| 17. Bones of Birds                             | - 3:26 - |                                                   |
| 18. A Thousand Days Before                     | - 4:25 - |                                                   |